# Brad Davis
Brad Davis, nome artístico de Robert Creel Davis, (Tallahassee, 6 de novembro de 1949 — Los Angeles, 8 de setembro de 1991) foi um ator norte-americano, ganhador de um Globo de Ouro de melhor ator (revelação) por sua atuação do filme "Midnight Express" de 1978.

## Biografia
Nascido Robert Creel Davis em Tallahassee, Flórida, filho de Eugene Davis, um dentista cuja carreira declinou devido ao alcoolismo, e sua esposa, Anne Creel. Seu irmão Gene é também um ator. Segundo um artigo publicado no The New York Times em 1987, Davis afirma ter sofrido violência física e abuso sexual nas mãos de ambos os pais. Já adulto, era alcoólatra e usuário de drogas por via intravenosa. Tornou-se sóbrio em 1981. Davis era conhecido como "Bobby" durante sua juventude, mas adotou Brad como seu nome artístico em 1973.

## Carreira
Aos 17, após vencer um concurso de talentos musicais, Davis trabalhou no Teatro Atlanta. Mais tarde, mudou-se para Nova Iorque e frequentou a Academia Americana de Artes Dramáticas, bem como estudou teatro no American Place Theater. Depois de fazer um papel na novela "Como sobreviver a um casamento", atuou em peças na off-Broadway. Em 1976, foi escalado para interpretar um pretendente de Sally Field no filme para televisão Sybil. Desempenhou o papel principal na peça de Larry Kramer sobre Aids, no filme The Normal Heart (1985).
Teve seu maior sucesso em um filme vivendo o personagem principal Billy Hayes em Midnight Express (1978), pelo qual ganhou o Globo de Ouro de Melhor Ator (Revelação). Também foi indicado a um prêmio semelhante naquele mesmo ano no BAFTA, além de receber indicações de Melhor Ator em ambas as cerimônias. Teve um pequeno papel em Roots.

## Vida pessoal e morte
Davis foi casado com Susan Bluestein Davis, que mais tarde tornou-se uma vencedora do Emmy Award como melhor diretora de elenco. Eles tiveram uma filha, Alexandra, que se tornou transgénero masculino.
Com diagnóstico de AIDS em 1985, Davis manteve sua condição em sigilo até pouco antes de sua morte. Embora fora anunciado que ele morreu de Aids em 1991 em Los Angeles, sua esposa afirmou que ele morreu de uma overdose intencional. Em um hospital, perto da morte e com dores severas, ele optou por voltar para casa e terminar a sua vida em seus próprios termos. Com sua esposa e um amigo da família presentes, ele cometeu suicídio assistido. Sua esposa continua a campanha de combate à AIDS.
Davis foi referido como "o primeiro ator heterossexual a morrer de AIDS", embora tenha sido dito como bissexual, uma afirmação contestada por sua esposa, em seu livro. Quando perguntado se ele se considerava bissexual, ele respondeu "alguém uma vez não disse que, lá no fundo, todos somos bissexuais?"

## Filmografia

### Filmes
| Ano  | Título                              | Papel                           | Notas |
| ---- | ----------------------------------- | ------------------------------- | --- |
| 1976 | Eat My Dust!                        |                                 | Não creditado |
| 1976 | Song of Myself                      | Condutor de elétrico/bonde      | Curta-metragem |
| 1976 | The Secret Life of Ol' John Chapman | Andy                            | Telefilme |
| 1978 | Midnight Express                    | Billy Hayes                     | Globo de Ouro Kansas City Film Critics Circle Award for Best Actor Nominated—BAFTA Award for Best Actor in a Leading Role Nominated—BAFTA Award for Best Newcomer Nominated—Golden Globe Award for Best Actor – Motion Picture Drama |
| 1980 | A Small Circle of Friends           | Leonardo da Vinci Rizzo         | |
| 1980 | The Greatest Man in the World       | Jimmy Schmurch                  | TeleFilme |
| 1980 | A Rumor of War                      | Lt. Philip 'Phil' Caputo        | Telefilme |
| 1981 | Chariots of Fire                    | Jackson Scholz                  | |
| 1982 | Querelle                            | Querelle                        | |
| 1984 | Terror in the Aisles                | Ele próprio                     | |
| 1986 | Blood Ties                          | Julian Salina                   | Filme |
| 1986 | Vengeance: The Story of Tony Cimo   | Tony Cimo                       | Telefime |
| 1987 | When the Time Comes                 | Dean                            | Telefilme |
| 1987 | Heart                               | Eddie                           | |
| 1987 | Cold Steel                          | Johnny Modine                   | |
| 1988 | The Caine Mutiny Court-Martial      | Lt. Cmdr. Phillip Francis Queeg | Telefilme |
| 1989 | Rosalie Goes Shopping               | Ray "Liebling" Greenspace       | |
| 1989 | The Rainbow Warrior Conspiracy      | Neil Travers                    | Telefilme |
| 1989 | The Edge                            | Kenny                           | Telefilme |
| 1990 | Unspeakable Acts                    | Joseph Braga                    | Telefilme |
| 1990 | The Plot to Kill Hitler             | Count Claus von Stauffenberg    | Telefilme |
| 1991 | Hangfire                            | Sheriff Ike Slayton             | Título alternativo: First Blood Commando |
| 1991 | Child of Darkness, Child of Light   | Dr. Phinney                     | Telefilme |
| 1992 | The Habitation of Dragons           | George Tolliver                 | Telefilme (póstumo) |
| 1992 | The Player                          | Ele próprio                     | Filme Póstumo |

### Televisão
| Ano  | Título                            | Papel               | Notas                             |
| ---- | --------------------------------- | ------------------- | --------------------------------- |
| 1974 | How to Survive a Marriage         | Alexander Kronos    | N.º de episódios desconhecido     |
| 1976 | The American Parade               | Streetcar conductor | Episódio: "Song of Myself"        |
| 1976 | The American Parade               | Thomas Nast         | Episódio: "Stop Thief"            |
| 1976 | Sybil                             | Richard J. Loomis   | 2 episódios                       |
| 1977 | Raízes                            | Ol' George Johnson  | 2 episódios                       |
| 1977 | Baretta                           | Ray                 | Episódio: "Guns and Brothers"     |
| 1981 | BBC2 Playhouse                    | Young American      | Episódio: "Mrs. Reinhardt"        |
| 1983 | Chiefs                            | Sonny Butts         | 2 episódios                       |
| 1985 | Robert Kennedy & His Times        | Robert F. Kennedy   | Episódio: "#1.1"                  |
| 1985 | The New Alfred Hitchcock Presents | Arthur              | Episódio: "Arthur, or the Gigolo" |
| 1986 | The Twilight Zone                 | Arthur Lewis        | Episódio: "Button, Button"        |
| 1987 | The Hitchhiker                    | Jerry Rulac         | Episódio: "Why Are You Here?"     |

## Prêmios
- 1978. Globo de Ouro … Melhor Ator (Revelação) por "Midnight Express""